# Paepalanthus bryoides
Paepalanthus bryoides là một loài thực vật có hoa trong họ Eriocaulaceae. Loài này được (Riedel ex Bong.) Kunth mô tả khoa học đầu tiên năm 1841.